# Михайловская (Московская область)
Михайловская — деревня в Шатурском муниципальном районе Московской области. Входит в состав Дмитровского сельского поселения. Население — 1 чел. (2013).

## Расположение
Деревня Михайловская расположена в южной части Шатурского района, расстояние до МКАД порядка 154 км. Высота над уровнем моря 137 м.

## Название
Во всех дошедших до нас исторических документах, где упоминается деревня, зафиксировано наименование Михайловская.

## История
Впервые упоминается в писцовой Владимирской книге В. Кропоткина 1637—1648 гг. как деревня Михайловская Бабинской кромины волости Муромское сельцо Владимирского уезда Замосковного края Московского царства. Деревня принадлежала князю Ивану Ивановичу Кропоткину и Савве Филипповичу Ростиславскому.
Последним владельцем деревни перед отменой крепостного права был подпоручик Петр Алексеевич Огарев.
После отмены крепостного права деревня вошла в состав Коробовской волости.
В советское время деревня входила в Михайловский сельсовет.

## Население
| 1859 | 1868 | 1885 | 1905 | 1926 | 1970 |
| ---- | ---- | ---- | ---- | ---- | ---- |
| 187  | ↘184 | ↗294 | ↗332 | ↘212 | ↘60  |
| 1993 | 2002 | 2006 | 2010 | 2011 | 2013 |
| ↘10  | ↘8   | ↘2   | ↗10  | ↘2   | ↘1   |

## Галерея
- Дорожный указатель на деревню
- Остановка Михайловская